# Henryk de Lapierre
Henryk de Lapierre (ur. 18 lutego 1899 w Aleksandrowie Kujawskim, zm. 7 lipca 1977 w Londynie) – oficer Wojska Polskiego.

## Życiorys
Urodził się 18 lutego 1899 w Aleksandrowie Kujawskim. W 1914 ukończył III klasę w C. K. V Gimnazjum we Lwowie, a w 1918 ukończył VII klasę w C. K. Gimnazjum im. Franciszka Józefa we Lwowie (w obu przypadkach w jego klasie był także Jan de Lapierre, ur. 1900, podporucznik rezerwy w korpusie oficerów sanitarnych Wojska Polskiego, późniejszy okulista).
Uczestniczył w I wojnie światowej. Działał w Polskiej Organizacji Wojskowej.  U kresu wojny w listopadzie 1918 uczestniczył w obronie Lwowa podczas wojny polsko-ukraińskiej. Po odzyskaniu przez Polskę niepodległości został przyjęty do Wojska Polskiego. Był oficerem rezerwowym 13 Dywizjonu Artylerii Konnej w Brodach. Ukończył studia prawa na Wydziale Prawa Uniwersytetu Jana Kazimierza we Lwowie.
W 1940, w stopniu podporucznika, służył w Wojsku Polskim we Francji. Został przydzielony do 1 Wileńskiego Pułku Artylerii Lekkiej na stanowisko dowódcy plutonu w 7. baterii. W czasie kampanii francuskiej dostał się do niemieckiej niewoli. W późniejszym czasie był żołnierzem Armii Krajowej. 
Po wojnie pozostał na emigracji. Latem 1945 w Londynie wszedł w skład Komitetu Organizacyjnego Samopomocy Wojska. 
Był żonaty z Irmą de Lapierre, primo voto Domaradzką (1901–1980).
Zmarł 8 lipca 1977 w Londynie.
Razem z żoną jest pochowany w kolumbarium przy kościele św. Andrzeja Boboli w Londynie.

## Odznaczenia
- Krzyż Walecznych (dwukrotnie)[2]